# Ochrognesia difficta
Ochrognesia difficta là một loài bướm đêm trong họ Geometridae.